# Karl Nitsche
Karl Moritz Nitsche (* 21. Oktober 1908 in Dresden; † 9. September 1970 ebenda) war ein deutscher Ingenieur und Hochschullehrer.

## Leben und Wirken
Nach dem Schulbesuch mit 1928 erfolgter Ablegung des Abiturs studierte Nitsche an der Technischen Hochschule Dresden Maschinenbau und legte 1933 das Diplom ab.
Im Goehlewerk-Prozess wurde er 1949 als einer der Hauptangeklagten zu 8 Jahren Zuchthaus verurteilt.
Am 8. Januar 1958 promovierte er zum Dr.-Ing. Das Thema seiner Dissertation lautete Über den Stand und die künftige Entwicklung des landtechnischen Instandhaltungswesens. Ab 1960 nahm er eine Professur für Landmaschinen an der Technischen Hochschule wahr. 1968 erhielt er diese Professur mir Lehrauftrag. Zwei Jahre starb er wenige Wochen vor seinem 62. Geburtstag. Er wurde auf dem Striesener Friedhof in Dresden 1970 beigesetzt.

## Schriften (Auswahl)
- Über den Stand und die künftige Entwicklung des landtechnischen Instandhaltungswesens. 1958.
- mit anderen Autoren: Das Instandhaltungswesen in der sozialistischen Landwirtschaft. 1958.
- Grundlagen zur Instandhaltung von Landmaschinen und Traktoren. 1963.
- Landmaschinenlehre. 1967.